# کونستانتین پافنهولتس
کونستانتین نیکولایویچ پافنهولتس (ارمنی: Կոնստանտին Նիկոլաևիչ Պաֆֆենհոլց؛ روسی: Константин Николаевич Паффенгольц زادهٔ ۵ مارس ۱۸۹۳ - درگذشته ۲۴ سپتامبر ۱۹۸۳) یک زمین‌شناس، سنگ‌نگاری و استاد اهل ارمنستان بود.

## زندگی‌نامه
در ۱۷ مارس [سبک قدیمی: ۵ مارس] ۱۸۹۳ در آلبینتس به دنیا آمد و از دانشگاه معدن سن پترزبورگ فارغ‌التحصیل شد. وی در انستیتو تحقیقاتی زمین‌شناسی ای.پی. کارپینسکی روسیه، دانشگاه دولتی ایروان و انستیتو علوم زمین‌شناسی فرهنگستان ملی علوم ارمنستان فعالیت می‌کرد. وی عضو فرهنگستان ملی علوم ارمنستان بود. وی همچنین برنده دانشمند شایسته ارمنستان شوروی (۱۹۶۳)، دانشمند شایسته گرجستان شوروی (۱۹۷۳)، نشان لنین (۱۹۴۹)، نشان پرچم سرخ کار (۱۹۴۴)، نشان برجسته افتخار، مدال به مناسبت یکصدمین سالگرد تولد ولادیمیر ایلیچ لنین، مدال دفاع از لنینگراد، مدال دفاع از قفقاز، جایزه دولتی اتحاد شوروی (۱۹۵۰)، جایزه استالین (۱۹۵۰)، مدال کار شجاعانه در جنگ بزرگ میهنی (۱۹۴۵–۱۹۴۱) شده است. وی در ۲۴ سپتامبر ۱۹۸۳ در سن ۹۰ سالگی در سنت پترزبورگ درگذشت و در آرامگاه سرافیموفسکوی به خاک سپرده شد.

## یادداشت
1. ↑  Երկրաբանա-հանքաբանական գիտությունների դոկտոր
2. ↑  Պետերբուրգի լեռնային ինստիտուտ